# Szczytniki (Kalisz)
Pour les articles homonymes, voir Szczytniki.
Szczytniki est un village situé dans la gmina de Szczytniki, dans le powiat de Kalisz, situé dans la voïvodie de Grande-Pologne, dans le centre-sud de la Pologne. Il se trouve approximativement 5 kilomètres au sud-est de Wislica (Wiślica), 17 km au sud de Busko-Zdrój et 63 km au sud de la capitale régionale Kielce. Le village possède une population de 350 habitants.